# 圣皮埃尔第三县
圣皮埃尔第三县（法語：canton de Saint-Pierre-3）是法国海外省留尼汪的一个县（省级选区），中央投票站位于圣皮埃尔。该县涵盖3个市镇，其中圣皮埃尔和圣约瑟夫仅涵盖一部分。